# Díksa
A díksa (szanszkrit: दीक्षा, díksá) beavatás; vallási hagyományhoz, szerzetesi vagy társadalmi állapothoz való csatlakozás eszköze az indiai vallásokban. A díksát a tanító vagy guru végzi, a beavatott általában új nevet kap, amely a megelőző életszakasz lezárulását és az új élet kezdetét jelképezi. 

## Hinduizmus
A hinduizmuson belül a Védákban a díksá olyan előfeltétele volt a szóma áldozatnak, amelyet egyaránt teljesített az áldozatot bemutató személy (jadzsamána) és a felesége, s vezeklést (tapasz) és böjtölést foglalt magában. 
Az upanisadokban az aszketikus életbe való beavatásnak részét képezi az éhezés és szomjúság elviselése, valamint az élvezetektől való tartózkodás.
A díksá a klasszikus és középkori hinduizmusban is jelentős: a vaisnavizmus, a saivizmus és a tantrizmus különböző ágai egyaránt megkövetelik. Különösen a tantrizmus tagolja több szintre és formára a díksát, és teljes titoktartást követel. A saivizmusban a csoportos (szamaja) és az egyéni (visésa) beavatás nyit ajtót Siva kultuszára. 

## Dzsainizmus
A dzsainizmusban olyan ceremónia a díksá, amely révén valaki a laikusból aszkéta szerzetes lesz. 